# Walt Disney
Walter Elias Disney (Chicago, 5 de diciembre de 1901-Burbank, California, 15 de diciembre de 1966) fue un empresario, animador, guionista, actor de voz y productor de cine estadounidense. Pionero de la industria de la animación estadounidense, introdujo novedades en la producción de dibujos animados. Como productor de cine, Disney ostenta el récord de persona con más premios Óscar con veintidós estatuillas y cincuenta y nueve nominaciones. Fue galardonado además con dos premios Globo de Oro especiales y un premio Emmy, entre otros muchos reconocimientos. Varias de sus películas están incluidas en el Registro Nacional de Cine de la Biblioteca del Congreso de Estados Unidos.
Walt Disney nació en Chicago a finales de 1901 y muy pronto demostró interés por el arte de dibujar. Asistió a clases de arte siendo niño y trabajó como ilustrador comercial desde los dieciocho años. Se trasladó a California a inicios de la década de 1920 y allí fundó el Disney Brothers Studio con su hermano Roy. Junto a Ub Iwerks, Walt creó el personaje de Mickey Mouse en 1928, su primer gran éxito y al que él mismo puso voz en un principio. Con el crecimiento de su estudio de animación, introdujo avances como el sonido sincronizado, Technicolor a tres bandas, largometrajes de animación y desarrollos técnicos en las cámaras. Los resultados se pueden ver en películas como Blancanieves y los siete enanitos (1937), Pinocho y Fantasía (ambas de 1940), Dumbo (1941) y Bambi (1942), todas las cuales fomentaron el desarrollo del cine de animación. Después de la Segunda Guerra Mundial (1939-1945) el estudio Disney produjo nuevas películas animadas y de imagen real, caso de éxitos como La Cenicienta (1950) y Mary Poppins (1964), la última de las cuales recibió cinco premios Óscar.
En la década de 1950, expandió su negocio hacia los parques de atracciones y en 1955 abrió Disneyland en Anaheim, California. Para financiar este enorme proyecto, diversificó su actividad con programas de televisión como Walt Disney's Disneyland y The Mickey Mouse Club. Asimismo, se implicó en la Feria de Moscú de 1959, los Juegos Olímpicos de Invierno de 1960 o la Feria Mundial de Nueva York de 1964. En 1965 comenzó el desarrollo de un segundo parque temático, Disney World, cuyo corazón iba a ser un nuevo tipo de ciudad, el «Prototipo Experimental de Ciudad del Mañana» (EPCOT). Disney fue un fumador empedernido durante toda su vida y murió de un paro cardiorrespiratorio causado por cáncer de pulmón en diciembre de 1966, antes de que el parque o el proyecto de EPCOT estuvieran acabados.
En privado, Walt Disney era un hombre tímido, autocrítico e inseguro, pero desarrolló una imagen pública de personaje cálido y extrovertido. Era perfeccionista y esperaba que los que trabajaban con él dieran siempre lo mejor de sí mismos. Aunque a veces se le ha tildado de racista o antisemita, muchos de los que le conocieron lo han desmentido. Su reputación cambió en los años posteriores a su muerte, y así pasó de ser visto como alguien que fomentaba los valores patrióticos de su país a un claro representante del imperialismo estadounidense. Sin embargo, sigue siendo una figura importante en la historia del cine de animación y de la cultura de los Estados Unidos, donde es considerado un icono cultural nacional. Sus creaciones cinematográficas siguen siendo vistas y adaptadas, el estudio de cine que fundó y que lleva su nombre sigue manteniendo altos estándares en su producción de entretenimiento popular y los catorce parques de atracciones de Disney abiertos en cuatro países reciben todos los años millones de visitantes.

## Primeros años

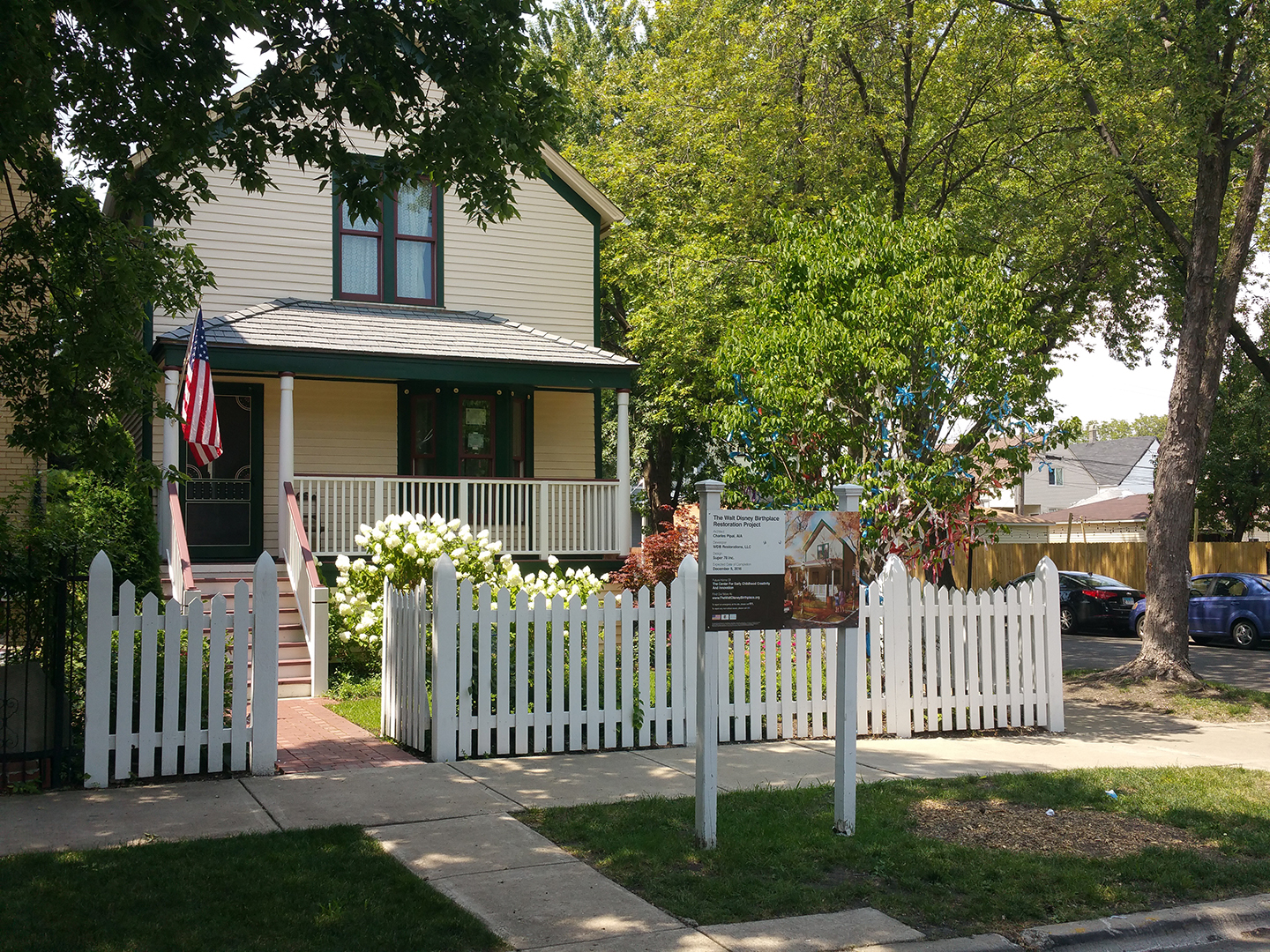
La casa de la infancia de Disney en Chicago.

Walt Disney nació el 5 de diciembre de 1901 en el 1249 de la Avenida Tripp, en el barrio de Hermosa de Chicago. Era el cuarto hijo de Elias Disney, originario de la Provincia Unida de Canadá e hijo de irlandeses, y Flora (de soltera Call), una estadounidense con ascendientes alemanes e ingleses. Además de Walt, los hijos de Elias y Flora eran Herbert, Raymond y Roy, mientras que en 1903 tuvieron una quinta hija, Ruth. En 1906, cuando Disney tenía cuatro años, la familia se trasladó a una granja en Marceline (Misuri), donde su tío Robert acababa de comprar un terreno. En Marceline, Disney desarrolló su interés por el dibujo cuando le pagaron dinero por dibujar el caballo de un médico jubilado del vecindario. Elias era suscriptor del periódico Appeal to Reason y su hijo Walt practicaba copiando las caricaturas de la portada creadas por Ryan Walker. Disney también desarrolló habilidad pintando con acuarelas y lápices de color. Vivía cerca de la línea ferroviaria Atchison, Topeka y Santa Fe y por eso se aficionó a los trenes. Él y su hermana pequeña Ruth comenzaron en la escuela Park de Marceline al mismo tiempo a finales de 1909.
En 1911 la familia Disney se mudó de nuevo, esta vez a Kansas City (Misuri). Allí Walt se matriculó en la escuela primaria Benton y entabló amistad con su compañero Walter Pfeiffer, cuya familia era aficionada al teatro e introdujo a Disney en el mundo del vodevil y las películas. Empezó a pasar más tiempo en casa de los Pfeiffer que en la suya. Mientras tanto, su padre Elias había comprado una ruta de reparto de los periódicos The Kansas City Star y Kansas City Times, con lo cual Walt y su hermano Roy comenzaron a repartir periódicos levantándose a las 04:30 de la mañana para entregar el Times antes de ir a clase y repetir la ronda por la tarde con ejemplares del Star, tras salir de la escuela. Ese ritmo era agotador y repercutió en las malas calificaciones de Disney en la escuela, donde se quedaba dormido durante las clases. A pesar de todo, siguió repartiendo periódicos durante más de seis años. Los sábados asistía a clases del Instituto de Arte de Kansas City y también realizó un curso a distancia de caricatura.
En 1917 Elias se convirtió en uno de los propietarios de una empresa fabricante de bebidas carbonatadas de Chicago, la O-Zell Company, y regresó así a la ciudad con su familia. Walt se matriculó en el Instituto de Educación Secundaria McKinley y pasó a ser el caricaturista del periódico del centro, dibujando imágenes patrióticas sobre la Primera Guerra Mundial que estaba en curso; al mismo tiempo, asistía a clases nocturnas en la Academia de Bellas Artes de Chicago. A mediados de 1918 Disney trató de ingresar en el ejército de los Estados Unidos para luchar contra los alemanes, pero fue rechazado porque todavía era menor de edad. Tras falsificar su certificado de nacimiento, se unió a la Cruz Roja en septiembre de 1918 como conductor de ambulancias. Fue enviado a Francia, pero llegó a Europa en noviembre de 1918, después del armisticio que puso fin a la contienda. Decoró los laterales de su ambulancia con caricaturas e incluso publicaron algunas de sus creaciones en el periódico del ejército, el Barras y estrellas. Disney regresó a Kansas City en octubre de 1919 y encontró trabajo como aprendiz de artista en el Estudio de Arte Comercial Pesmen-Rubin creando ilustraciones para publicidad, programas de teatro y catálogos. Allí también hizo amistad con un compañero artista, Ub Iwerks.

## Carrera

### Comienzos en la animación (1920-1928)

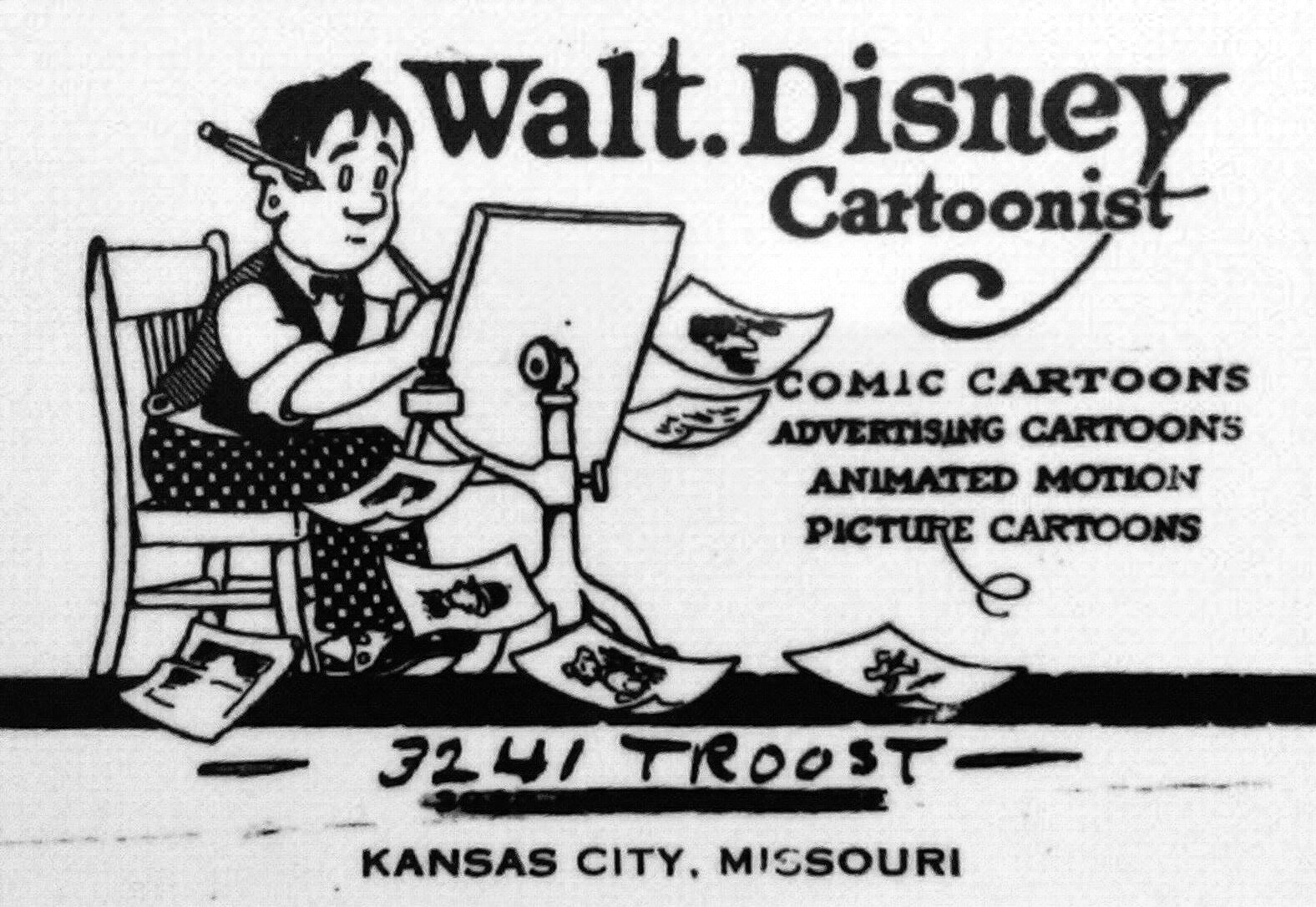
Anuncio comercial del negocio de Walt Disney, con autorretrato c. 1921

En enero de 1920, y como consecuencia de la caída de ingresos del estudio Pesmen-Rubin después de Navidad, Disney e Iwerks fueron despedidos. Ambos abrieron su propio negocio, Iweerks-Disney Commercial Artists. No consiguieron atraer a muchos clientes y por eso decidieron que Disney debía dejar el negocio temporalmente para ganar dinero en la Kansas City Film Ad Company, dirigida por A. V. Cauger. Al mes siguiente Iwerks, que no había conseguido levantar el negocio en solitario, también se unió a esta nueva empresa, que producía publicidad usando la técnica de animación con recortes. Disney se interesó así en la animación, aunque prefería las caricaturas como Mutt and Jeff y Koko el payaso. Con ayuda de un libro prestado sobre animación y una cámara, comenzó a experimentar en casa y llegó a la conclusión de que la animación con papel semitransparente era más prometedora que el método del recorte. Debido a que no fue capaz de convencer a Cauger de las ventajas de esta técnica, abrió un nuevo negocio junto a un compañero de Film Ad Co, Fred Harman. Su principal cliente fue el Teatro Newman local, por lo que sus cortos de caricaturas eran vendidos como Newman's Laugh-O-Grams. Disney estudió los cortometrajes animados Aesop's Fables del caricaturista Paul Terry como modelo, por lo que las seis primeras Laugh-O-Grams eran cuentos de hadas modernizados.
En mayo de 1921, el éxito de las Laugh-O-Grams llevó a la creación del Laugh-O-Gram Studio ubicados en la segunda planta del McConahay Building en Misuri, para el cual Disney contrató a los animadores, Hugh Harman (hermano de su socio Fred Harman), Rudolf Ising y Ub Iwerks. Las caricaturas Laugh-O-Grams no generaron sin embargo suficiente dinero para que la compañía fuera solvente, por lo que Disney comenzó la producción de Alice's Wonderland, basado en Las aventuras de Alicia en el país de las maravillas, de Lewis Carroll, que combinaba animación con imágenes reales de la actriz Virginia Davis en el papel de Alicia. El resultado fue un cortometraje de 12 minutos y medio que se completó demasiado tarde para salvar el Laugh-O-Gram Studio, que acabó en bancarrota en 1923.
Walt Disney se trasladó a Hollywood en julio de 1923. Aunque Nueva York era entonces el centro de la industria de la caricatura, le atraía Los Ángeles porque su hermano Roy estaba allí convaleciente de tuberculosis y además tenía el deseo de convertirse en director de cine de imagen real. Los esfuerzos de Disney para vender Alice's Wonderland fueron en vano hasta que oyó hablar de la distribuidora de cine Margaret J. Winkler, que en ese momento estaba perdiendo los derechos de los dibujos Out of the Inkwell y El gato Félix y por ese motivo necesitaba nuevas series. En octubre firmaron un contrato para seis Comedias de Alicia, con opción a otras dos series de seis episodios cada una. Disney y su hermano Roy fundaron el Disney Brothers Studio, germen de la posterior The Walt Disney Company, para producir estos filmes. En julio de 1924, Walt contrató a su antiguo colaborador Ub Iwerks tras convencerle de mudarse a Hollywood desde Kansas City.
A inicios de 1925, Disney reclutó a una artista de la tinta, Lillian Bounds. Ambos contrajeron matrimonio en julio de ese año en la casa del hermano de ella en Lewiston (Idaho). Formaron un matrimonio generalmente feliz, según Lillian, aunque de acuerdo con el biógrafo de Disney Neal Gabler ella «no aceptó mansamente las decisiones de Walt ni su estatus de manera incuestionable, además de admitir que solía decir a la gente que en casa mandaba ella». A Lillian no le interesaba mucho el cine ni la escena social de Hollywood y estaba, en palabras del historiador Steven Watts, «contenta con llevar la casa y cuidar de su marido». El matrimonio tuvo dos hijas, Diane (nacida en diciembre de 1933) y Sharon (adoptada en diciembre de 1936 pero nacida seis semanas antes). Dentro de la familia, ni Lillian ni Walt ocultaron que Sharon era adoptada. Pero no les gustaba que gente ajena comentara ese dato. Los Disney procuraron mantener a sus hijas ocultas a la luz pública y tomaron medidas para que no fueran fotografiadas por la prensa, especialmente por el secuestro del hijo de Lindbergh.

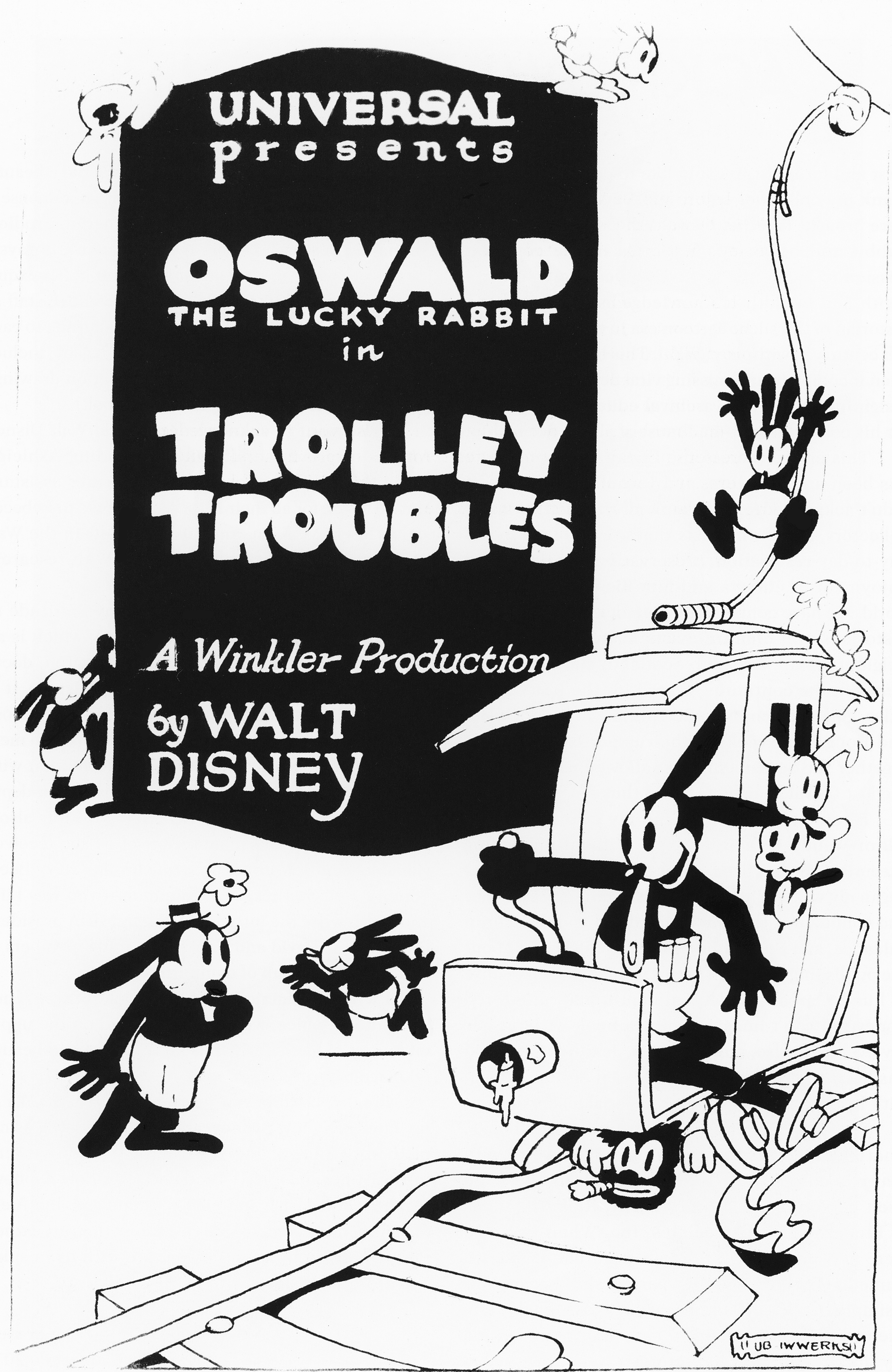
Cartel de Trolley Troubles, la primera aparición de Oswald el conejo afortunado (1927)

Hacia 1926 el papel de Winkler en la distribución de la serie de Alicia había sido traspasado a su marido, el productor de cine Charles B. Mintz, con quien Disney tenía una relación tensa. La serie duró hasta julio de 1927, cuando Disney comenzó a cansarse de ella y quiso pasar del formato mixto a la animación completa. En respuesta a la petición de Mintz de crear nuevo material para ser distribuido a través de Universal Pictures, Disney e Iwerks crearon Oswald el conejo afortunado, un personaje que Disney quería que fuera «alegre, despierto, descarado y aventurero». En febrero de 1928 Disney esperaba negociar una tarifa mayor para crear la serie de Oswald, pero se encontró con que Mintz quería lo contrario. Además, Mintz convenció a algunos de los artistas implicados para trabajar directamente para él, entre ellos Harman, Ising, Carman Maxwell y Friz Freleng. Disney también descubrió que Universal poseía los derechos de propiedad intelectual de Oswald. Mintz amenazó con poner en marcha su propio estudio para sacar adelante la serie si Disney rechazaba los recortes. Walt rechazó el ultimátum de Mintz y perdió así la mayoría de su equipo de animadores excepto a Iwerks, que decidió seguir a su lado.

### Mickey Mouse y primeros premios Óscar (1928-1936)
Tras perder los derechos de Oswald el conejo afortunado, Walt Disney y Ub Iwerks crearon a Mickey Mouse, posiblemente inspirado en un ratón que Walt había adoptado como mascota mientras trabajaba en el estudio Laugh-O-Gram, aunque los orígenes del personaje no están claros. El primer nombre que Disney le puso a su creación fue Mortimer Mouse, pero a su mujer Lillian le pareció demasiado pomposo y sugirió en su lugar Mickey. Iwerks revisó los bocetos iniciales de Disney para hacer el personaje más sencillo de animar. Walt, que ya había empezado a alejarse del proceso de animación, puso su voz a Mickey hasta 1947. En palabras de un empleado de Disney, «Ub diseñó la apariencia física de Mickey, pero Walt le dio su alma».
Mickey Mouse apareció por primera vez en mayo de 1928 en el cortometraje Plane Crazy, pero este y su siguiente aparición en The Gallopin' Gaucho no encontraron distribuidor. Tras la sensación que supuso en 1927 el estreno del primer largometraje sonoro, El cantor de Jazz, Disney usó sonido sincronizado en el tercer corto de Mickey Mouse, Steamboat Willie, para crear así el primer dibujo animado sonoro. Completada la animación, Disney firmó un contrato con un antiguo ejecutivo de Universal Pictures, Pat Powers, para usar su sistema de grabación «Powers Cinephone» y distribuir los primeros dibujos animados sonoros de Disney, que pronto ganaron popularidad.

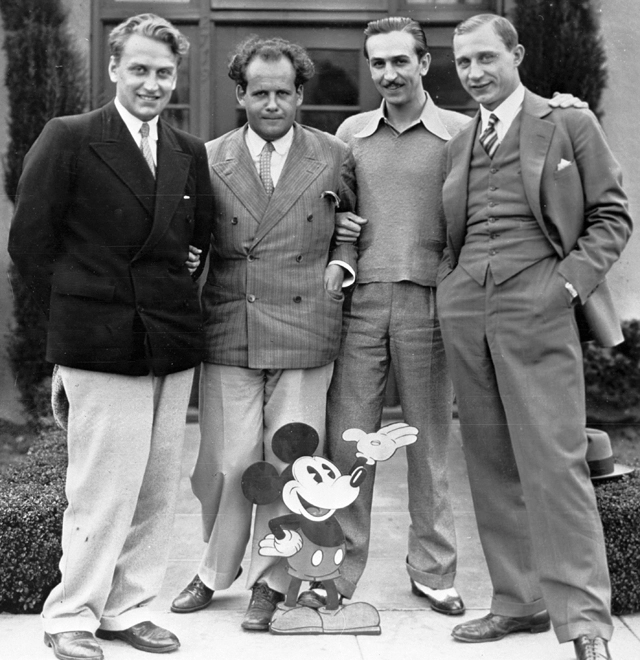
Disney (segundo por la derecha) con los cineastas soviéticos Grigori Aleksandrov, Serguéi Eisenstein y Eduard Tisse en 1930

Para mejorar la calidad de la música, Disney contrató al compositor y arreglista profesional Carl Stalling, gracias a cuyas sugerencias nació la serie de Silly Symphonies (Sinfonías tontas), en las que la historia estaba al servicio de la música. La primera serie, The Skeleton Dance, fue dibujada y animada íntegramente por Iwerks. También contrataron entonces a artistas locales, muchos de los cuales seguirían en la empresa como animadores expertos y tiempo después serían conocidos como «Los Nueve Viejos». En esta serie realizaron sus primeras apariciones personajes del estudio como Pluto, Goofy y el Pato Donald. Tanto Mickey Mouse como la serie Silly Symphonies gozaron de gran éxito, pero Disney y su hermano sentían que Pat Powers no les daba la parte justa de los beneficios. En 1930 Disney trató de recortar gastos del proceso pidiendo a Iwerks que abandonara la práctica de animar cada hoja en favor de la técnica más eficiente de que él dibujara solo posturas clave y dejara que otros asistentes con salarios más bajos esbozaran las posturas intermedias. Disney pidió a Powers una subida de sueldo, pero este se negó. Además, Iwerks aceptó el ofrecimiento de Powers para dejar a Disney y abrir su propia compañía, el Iwerks Studio. Stalling dejó el trabajo poco después porque creía que sin Iwerks el estudio de Disney acabaría cerrando. Disney sufrió una crisis nerviosa en octubre de 1931, que él achacó a las maquinaciones de Powers y al sobre trabajo, por lo que marchó a recuperarse junto a su esposa Lillian a unas largas vacaciones a Cuba y a un crucero a Panamá.
Con la pérdida de Powers como distribuidor, los estudios Disney firmaron un contrato con Columbia Pictures para distribuir las historias de Mickey Mouse, que eran cada vez más populares incluso internacionalmente. Disney, siempre deseoso de incorporar nueva tecnología, filmó Árboles y flores (1932) a todo color con Technicolor a tres bandas; incluso consiguió negociar un acuerdo que le daba solo a él el derecho a usar ese proceso hasta el 31 de agosto de 1935. Todas las Silly Symphony posteriores fueron en color. Árboles y flores gustó al público y ganó el premio Óscar al mejor cortometraje animado en 1932. Ya antes había sido nominado en esa categoría por otro corto, Mickey's Orphans, y también recibió ese año un Óscar honorífico por la creación de Mickey.
En 1933 Disney produjo Los tres cerditos, una película descrita por el historiador Adrian Danks como «el corto animado más exitoso de todos los tiempos». Esta historia de 8 minutos ganó otro premio Óscar al mejor cortometraje animado y su éxito permitió un nuevo aumento de la plantilla del estudio, que llegaba a casi 200 personas a finales del año 1933. Disney se dio cuenta de la importancia de contar historias emocionantes que interesaran a los espectadores, por lo que invirtió en un «departamento de historias» separado de los animadores, con artistas de guion gráfico que detallarían los argumentos de las películas de Disney.

### Era dorada de Disney (1937-1942)
Hacia 1934 Disney ya no estaba del todo satisfecho con la producción de cortos animados sujetos a la misma fórmula y creía que un largometraje animado sería más rentable. Así, su estudio comenzó la producción de cuatro años de Blancanieves y los siete enanitos, basada en el cuento de hadas. Cuando se filtraron las noticias sobre este proyecto, muchos en la industria del cine predijeron que sería la ruina de la compañía, hasta el punto de bautizarlo como «El disparate de Disney». La película, que sería el primer largometraje animado en color y con sonido, costó 1,5 millones de dólares, el triple de lo presupuestado. Para asegurar que la animación era lo más realista posible, Disney envió a sus animadores a realizar cursos en el Instituto de Arte Chouinard, trajo a animales al estudio y contrató actores para que los animadores copiaran movimientos realistas. Para captar la perspectiva cambiante de los fondos mientras la cámara se movía por la escena, los animadores de Disney inventaron la cámara multiplano, que permitía que dibujos hechos sobre vidrio se colocaran a diferentes distancias de la cámara, creando así una ilusión de profundidad. El vidrio podría moverse para crear la impresión de una cámara atravesando un escenario. El primer trabajo creado con esta cámara fue una Silly Symphony titulada The Old Mill (1937) que ganó el premio Óscar a mejor cortometraje animado gracias a su impresionante poder visual. Aunque Blancanieves estaba en gran parte terminada para cuando estuvo lista esa cámara multiplano, Disney ordenó que algunas escenas fueran redibujadas para usar los nuevos efectos.

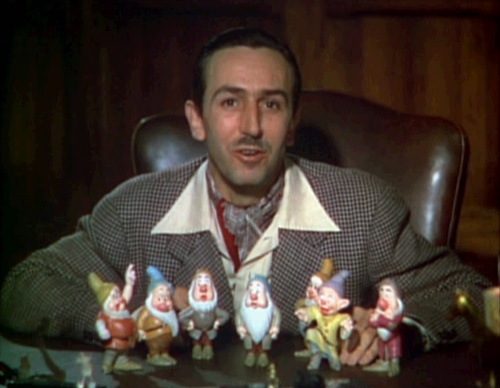
Disney en 1937 presentando a los siete enanitos en el tráiler original de Blancanieves

Blancanieves se estrenó en diciembre de 1937 entre alabanzas de la crítica especializada y el público. La película fue la más exitosa de 1938 y para mayo de 1939 había recaudado 6,5 millones, lo que la convertía en el filme sonoro más triunfante hasta la fecha. Disney ganó otro premio Óscar honorífico, que consistía en una estatuilla de tamaño normal y siete miniaturas. El éxito de Blancanieves fue el comienzo de una de las más productivas etapas del estudio, definida por el Walt Disney Family Museum como «La Edad Dorada de la Animación». Acabada la producción de Blancanieves, el estudio inició la producción de Pinocho a comienzos de 1938 y de Fantasía en noviembre de ese año. Ambos filmes se estrenaron en 1940 y ninguno fue un éxito de taquilla, en parte porque los ingresos procedentes de Europa habían caído tras el estallido de la Segunda Guerra Mundial en 1939. El estudio perdió dinero con ambas producciones y a finales de febrero de 1941 estaba muy endeudado.
Para responder a esta crisis financiera, Disney y su hermano Roy pusieron en marcha la primera oferta pública de venta de la compañía en 1940 y se vieron obligados a implementar importantes recortes salariales. Esta última medida, junto con la dura e insensible manera de Disney de tratar a sus empleados a veces, llevó a la huelga de animadores de 1941, que duró cinco semanas. Mientras que un mediador federal de la Junta Nacional de Relaciones Laborales negociaba con las dos partes, Disney aceptó una oferta de la Oficina del Coordinador de Asuntos Interamericanos para realizar un viaje de buena voluntad a Sudamérica, asegurándose que él estaba ausente durante una resolución que sabía sería desfavorable para el estudio. Como resultado de esta huelga, y también del estado financiero de la compañía, varios animadores dejaron el estudio y las relaciones de Disney con otros miembros de su equipo se tensaron permanentemente. La huelga interrumpió la siguiente producción del estudio, Dumbo (1941), que Disney produjo de manera simple y barata. A pesar de todo, la película gustó tanto a la crítica como al público.

### Segunda Guerra Mundial y años posteriores (1941-1950)

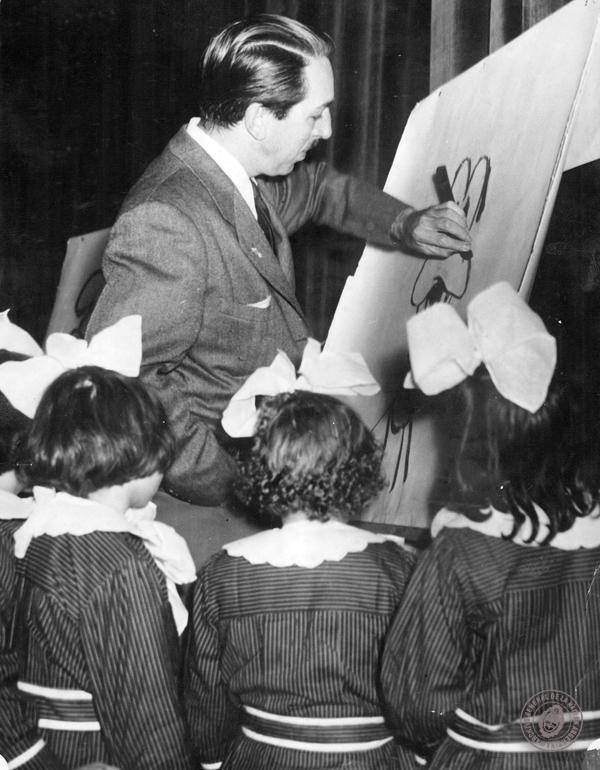
Disney dibujando a Goofy para un grupo de niñas en Argentina en 1941

Poco después del estreno de Dumbo en octubre de 1941, Estados Unidos entró en la Segunda Guerra Mundial. Disney creó dentro de la compañía la «Unidad de Películas de Entrenamiento Walt Disney» para producir películas de instrucción para los militares como Cuatro métodos de remachado plano y Métodos de producción de aeronaves. Disney también se reunió con Henry Morgenthau, Jr., Secretario del Tesoro de los Estados Unidos, con quien acordó producir cortos del Pato Donald para promover la compra de bonos de guerra. La compañía también creó varias producciones de propaganda, incluyendo El rostro del Führer, que ganó un premio Óscar, y Victoria mediante el poder aéreo.
Las películas militares solo generaron dinero suficiente para cubrir gastos y el largometraje Bambi, que estaba en producción desde 1937, tampoco recaudó mucho dinero en su estreno en abril de 1942 y provocó pérdidas de 200 000 dólares en taquilla. Además de las bajas recaudaciones de Pinocho y Fantasía, la compañía tenía en 1944 una deuda de 4 millones contraída con el Bank of America. En una reunión con ejecutivos de este banco para debatir el futuro de la compañía, el presidente y fundador de la entidad financiera, Amadeo Giannini, le dijo a sus ejecutivos: «He estado viendo las películas de Disney con mucha atención porque sabía que les estábamos prestando dinero por encima del riesgo financiero… Son buenos este año, serán buenos el que viene y el siguiente… Debéis relajaros para darles tiempo a comercializar su producto». La producción de cortos de Disney descendió a finales de la década de 1940, coincidiendo con la creciente competencia en el mercado de la animación de Warner Bros. y Metro-Goldwyn-Mayer. Por razones financieras, Roy Disney sugirió combinar animación con filmes de imagen real. Así, en 1948 Disney inició una serie de documentales de naturaleza titulada True-Life Adventures, de la cual Seal Island fue la primera. Esta producción fue galardonada con el premio Óscar al mejor cortometraje.
Walt Disney viró sus ideas políticas hacia el conservadurismo con el paso de los años. Apoyó al Partido Demócrata hasta las Elecciones presidenciales de Estados Unidos de 1940, después cambió su lealtad al Partido Republicano y en 1944 donó una generosa cantidad de dinero a la candidatura de Thomas E. Dewey. En 1946 fue uno de los miembros fundadores de la Alianza Cinematográfica para la Preservación de los Ideales Estadounidenses, una organización a la que «le gustaba y defendía la Forma de Vida de Estados Unidos… Nos encontramos en una fuerte revuelta contra una creciente ola de comunismo, fascismo y creencias afines, que buscan por medios subversivos socavar y cambiar esta forma de vida». En 1947, durante el Segundo Temor Rojo —también conocido como Macartismo— Disney testificó ante el Comité de Actividades Antiestadounidenses, donde calificó a Herbert Sorrell, David Hilberman y William Pomerance, antiguos empleados y organizadores sindicales, como agitadores comunistas; aseveró que la huelga de 1941 que lideraron era parte de un empeño comunista organizado para ganar influencia en Hollywood. En 1993 el periódico The New York Times publicó que Disney había estado pasando información secreta al FBI desde 1940 hasta su muerte en 1966, obteniendo a cambio de su director J. Edgar Hoover permiso para rodar en la sede del FBI en Washington. Disney fue considerado por esta agencia como «agente especial» en 1954.

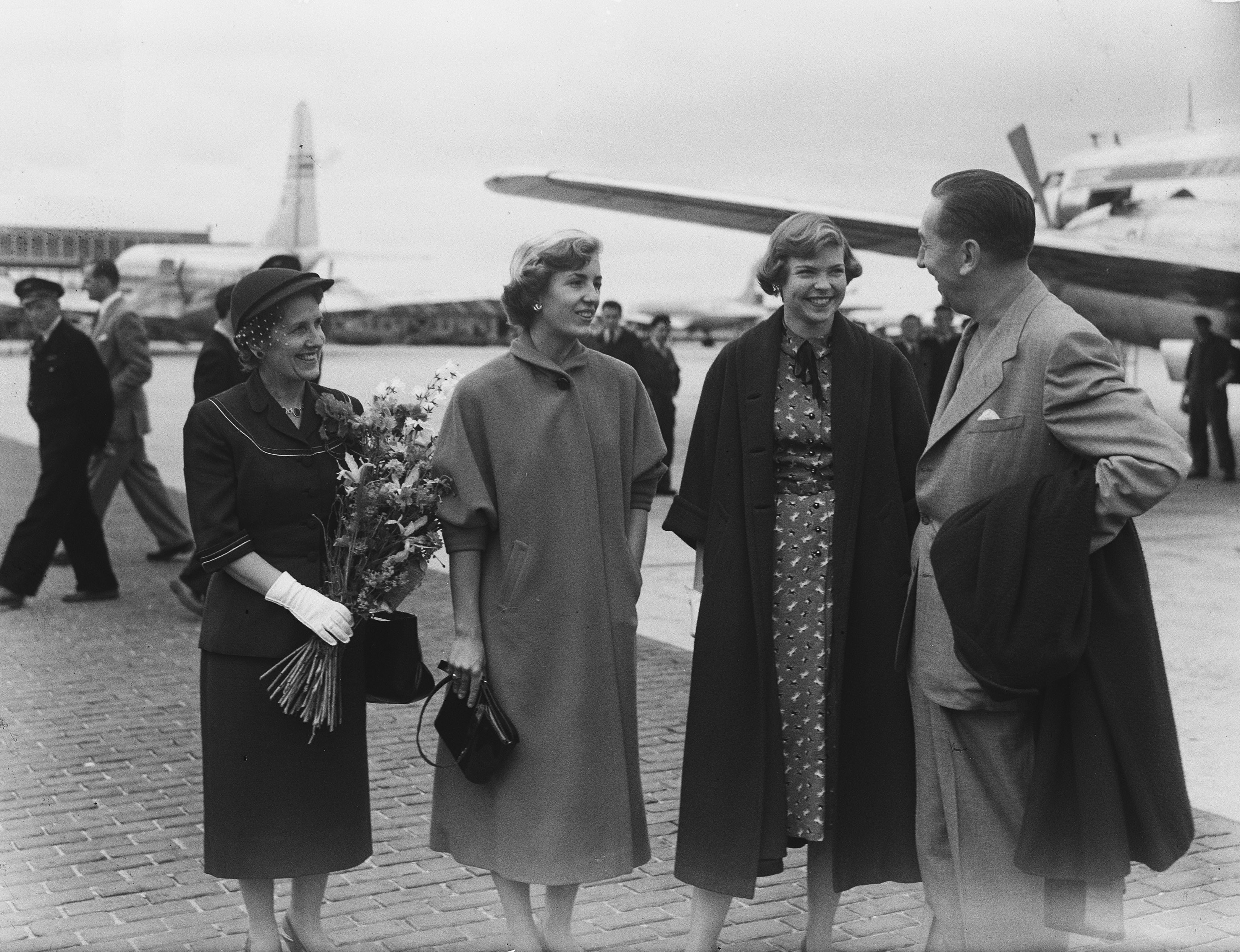
La familia Disney en el Aeropuerto de Ámsterdam-Schiphol (1951)

En 1949 Disney y su familia se mudaron a una nueva casa en el distrito de Holmby Hills de Los Ángeles. Con la ayuda de sus amigos Ward y Betty Kimball, que ya tenían su propio ferrocarril en el jardín, Disney hizo planes e inmediatamente se puso a trabajar para crear una línea férrea de vapor en miniatura en sus terrenos. El nombre de este ferrocarril, Carolwood Pacific Railroad, procedía de la ubicación de la casa en Carolwood Drive. La locomotora en miniatura perfectamente funcional fue construida por un ingeniero de Disney Studios, Roger E. Broggie, y Disney la bautizó como Lilly Belle por su esposa; tres años después Disney ordenó guardar la locomotora debido a varios accidentes con sus invitados.

### Parques de atracciones, televisión y otros proyectos (1950-1966)
A comienzos de 1950, Disney estrenó La Cenicienta, primer largometraje animado del estudio en ocho años. Gustó a crítica y público y habiendo costado 2,2 millones producirla, recaudó 8 millones en su primer año. Disney estuvo menos implicado en esta producción de lo habitual porque se había centrado en un largometraje de imagen real, La isla del tesoro (1950), que fue rodada en Reino Unido al igual que Los arqueros del rey (1952). Siguieron otras películas de imagen real, muchas de ellas de temática patriótica, además de nuevos largometrajes de animación como Alicia en el país de las maravillas (1951) y Peter Pan (1953). En la primera mitad de la década de 1950 Disney comenzó a prestar menos atención al departamento de animación, delegando casi todas sus operaciones en animadores de confianza, Los Nueve Ancianos, aunque seguía estando presente en las reuniones de historias. En lugar de esto, comenzó a centrar su atención en otras aventuras empresariales.

### Disneyland

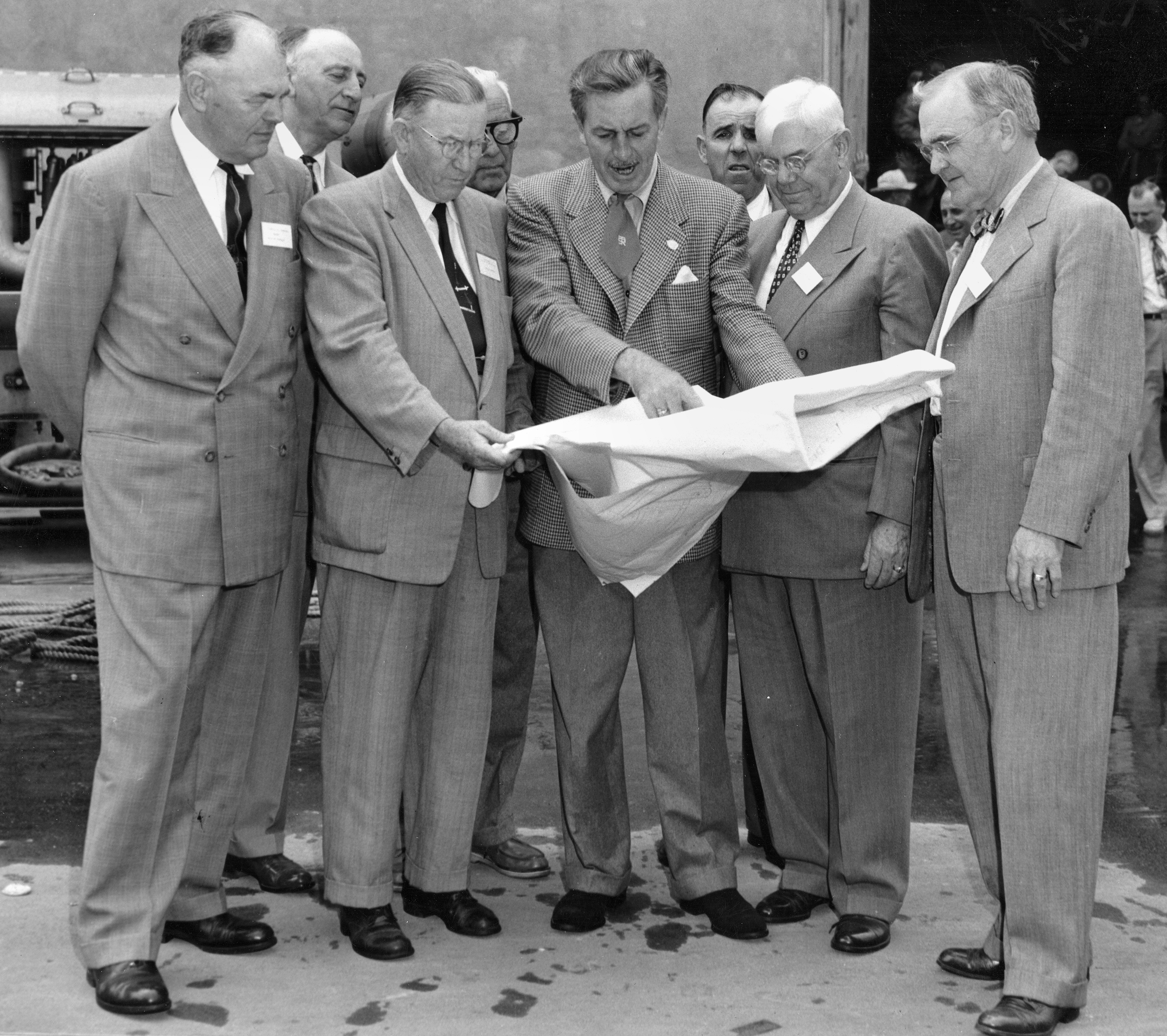
Disney muestra los planos de Disneyland a las autoridades del condado de Orange en diciembre de 1954.

Durante años Walt Disney estuvo considerando construir un parque de atracciones. Cuando visitó el Parque Griffith de Los Ángeles con sus hijas pensó que sería ideal que aquel fuera un sitio limpio e impoluto, donde tanto los niños como sus progenitores pudieran divertirse. Visitó los Jardines Tivoli de Copenhague, en Dinamarca, y quedó gratamente impresionado por la limpieza de líneas y la distribución del parque. En marzo de 1952 recibió permiso de zonificación para construir un parque temático en Burbank, cerca de los estudios Disney. Ese sitio era demasiado pequeño y por eso compró unos terrenos más extensos en Anaheim, 56 km al sur del estudio. Para establecer una clara diferencia con el estudio y así evitar las críticas de los accionistas, Disney formó WED Enterprises —actual Walt Disney Imagineering— y usó su propio dinero para pagar a un grupo de diseñadores y animadores que trabajaran en los planos; ellos serían conocidos como los «Imagineers» (unión de las palabras imaginación e ingeniería en idioma inglés). Tras obtener la financiación necesaria, invitó a nuevos accionistas: American Broadcasting-Paramount Theatres—parte de American Broadcasting Company (ABC)—y Western Printing and Lithographing Company. A mediados de 1954 Disney envió a sus «Imagineers» a visitar todos los parques de atracciones de Estados Unidos para analizar sus virtudes y defectos, o los problemas de sus ubicaciones, para así incorporar las conclusiones en su diseño.
Los trabajos de construcción arrancaron en julio de 1954 y Disneyland abrió sus puertas en julio de 1955. La ceremonia de apertura fue retransmitida por la cadena de televisión ABC y fue presenciada por 70 millones de televidentes. El parque fue diseñado con una serie de zonas temáticas conectadas a una avenida principal, la Main Street, U.S.A., que es una réplica de la calle mayor de la localidad natal de Disney, Marceline (Misuri). Las áreas temáticas conectadas fueron en un principio Adventureland, Frontierland, Fantasyland y Tomorrowland. El parque también tenía el ferrocarril Disneyland Railroad que comunicaba esas zonas; alrededor de todo el complejo de ocio una berma —muro de tierra— impedía ver su interior. Un editorial del periódico The New York Times consideró que Disney «había combinado con buen gusto algunas de las cosas agradables del ayer con la fantasía y los sueños del mañana». Aunque hubo algunos problemas menores durante la apertura del parque, fue todo un éxito porque un mes después de abrir sus puertas Disneyland recibía 20 000 visitantes diarios y al final de su primer año lo habían visto 3,6 millones de personas.

### Televisión
El dinero de la cadena de televisión ABC dependía de los programas de televisión de Disney. El estudio de cine y animación había participado en un exitoso especial de televisión el día de Navidad de 1950 sobre la realización de Alicia en el país de las maravillas. Roy pensó que ese programa había permitido luego recaudar millones en taquilla, por lo que en marzo de 1951 escribió en una carta a los accionistas que «la televisión puede ser el mayor empujón en nuestras ventas, así como una fuente de beneficio. Probablemente será sobre esta premisa por la que entremos en la televisión». En 1954, una vez asegurada la financiación, ABC emitió Walt Disney's Disneyland, una antología de dibujos animados, largometrajes de imagen real y otro material de la biblioteca del estudio. El programa fue un éxito en términos de televidentes y beneficios, con una cuota de pantalla superior al 50%. ABC quedó satisfecha con las audiencias y puso en marcha el primer programa diario de Disney, The Mickey Mouse Club, con distintos espacios de entretenimiento para niños. El programa vino acompañado de objetos relacionados que lanzaron varias empresas, como Western Printing que estuvo vendiendo libros de colorear y cómics durante veinte años, además de otros objetos relacionados. Uno de los segmentos de Disneyland consistió en la miniserie de cinco episodios Davy Crockett que, según el biógrafo Neal Gabler, «se convirtió en una sensación de la noche a la mañana». El tema musical de la serie, «La balada de Davy Crockett», se hizo famoso internacionalmente y vendió diez millones de copias. Como resultado, Disney creó su propio sello discográfico de producción y distribución, Disneyland Records.

### Otros proyectos

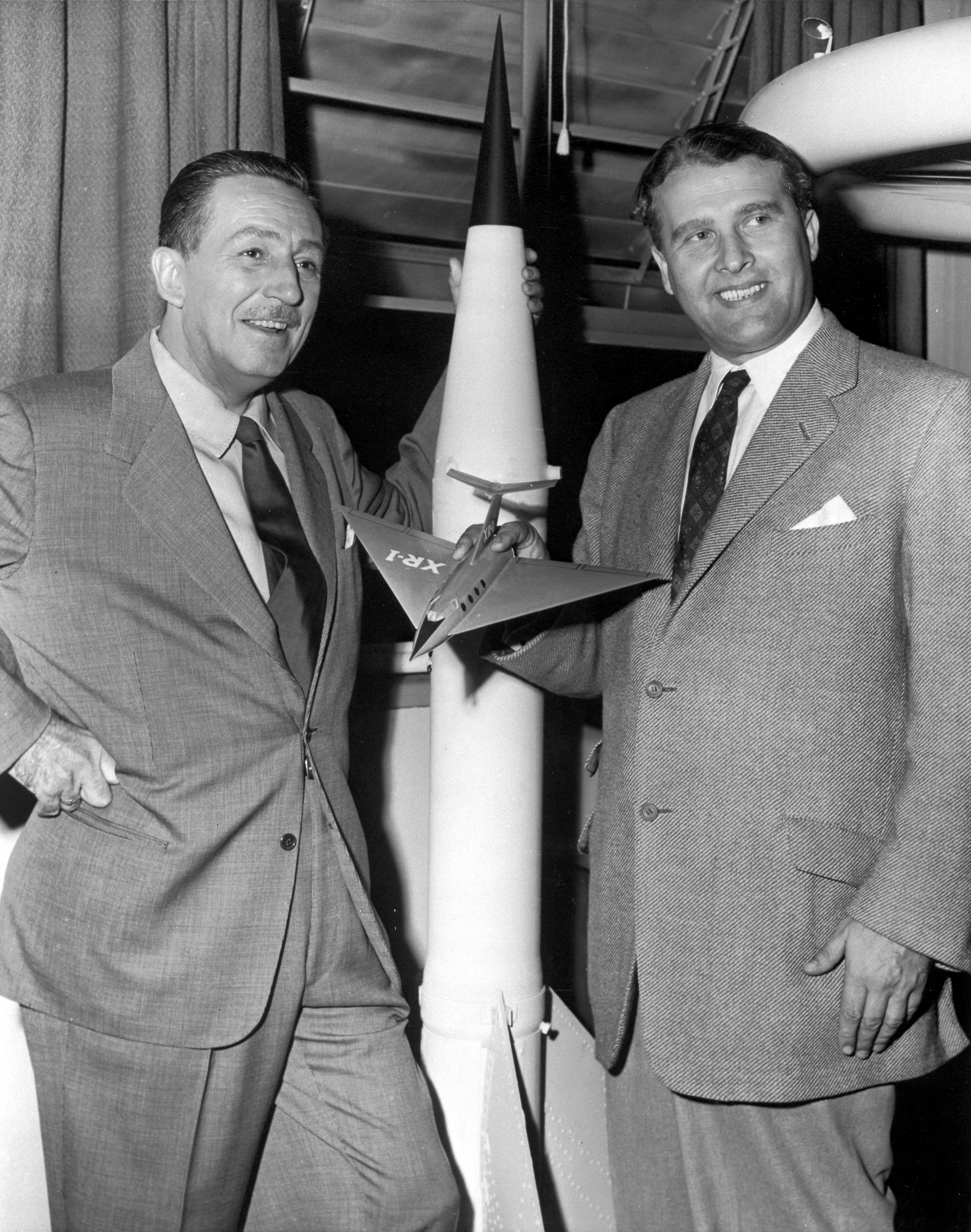
Disney junto con el ingeniero aeroespacial Wernher von Braun en 1954

Además de la construcción de Disneyland, Disney trabajó en otros proyectos fuera del estudio. Actuó como consultor de la Exposición Nacional Estadounidense de 1959 en Moscú, a la que también contribuyeron los estudios Disney con la película America the Beautiful, de 19 minutos de duración y que se exhibió en el Circarama theater de 360° y fue una de las atracciones más populares. Al año siguiente ejerció como presidente del comité de Espectáculos de los Juegos Olímpicos de Invierno 1960 celebrados en Squaw Valley, California, para los que diseñó las ceremonias de apertura, cierre y entrega de medallas.
A pesar de las solicitudes para intervenir en proyectos fuera del estudio, Disney siguió trabajando en proyectos de cine y televisión. En 1955 se implicó en un episodio de la serie Disneyland titulado «El hombre en el espacio», que fue realizado en colaboración con el diseñador de cohetes de la NASA Wernher von Braun. También supervisó algunos aspectos de los largometrajes La dama y el vagabundo (primer filme de animación en Cinemascope) en 1955, La bella durmiente (primera película de animación en Technirama con película de 70 mm) en 1959, 101 dálmatas en 1961 y The Sword in the Stone en 1963.
En 1964 Disney produjo Mary Poppins, basada en una serie de libros de la escritora P. L. Travers y cuyos derechos llevaba tratando de conseguir desde la década de 1940. Se convirtió en la película más exitosa del estudio en la década de 1960, aunque a Travers le desagradó profundamente el filme y dijo estar muy arrepentida de haber vendido los derechos. Ese mismo año Disney se implicó en la elaboración de los planes para ampliar el Instituto de las Artes de California (CalArts) y contrató a un arquitecto para diseñar los planos del nuevo edificio.
Disney proporcionó cuatro espectáculos para la Feria Mundial de Nueva York de 1964, para la cual obtuvo fondos de patrocinadores corporativos seleccionados. Para PepsiCo, empresa que deseaba homenajear a Unicef, Disney creó It's a Small World, un paseo en bote entre muñecas animatrónicas que simbolizaban a los niños del mundo; Grandes Momentos con Mr. Lincoln contaba con una realista figura también animatrónica del presidente Abraham Lincoln pronunciando fragmentos de sus discursos; el Carrusel del Progreso promovía la importancia de la electricidad; y Ford's Magic Skyway retrató el progreso de la humanidad. Algunos conceptos y la tecnología de estos cuatro espectáculos fueron luego reinstalados en Disneyland.

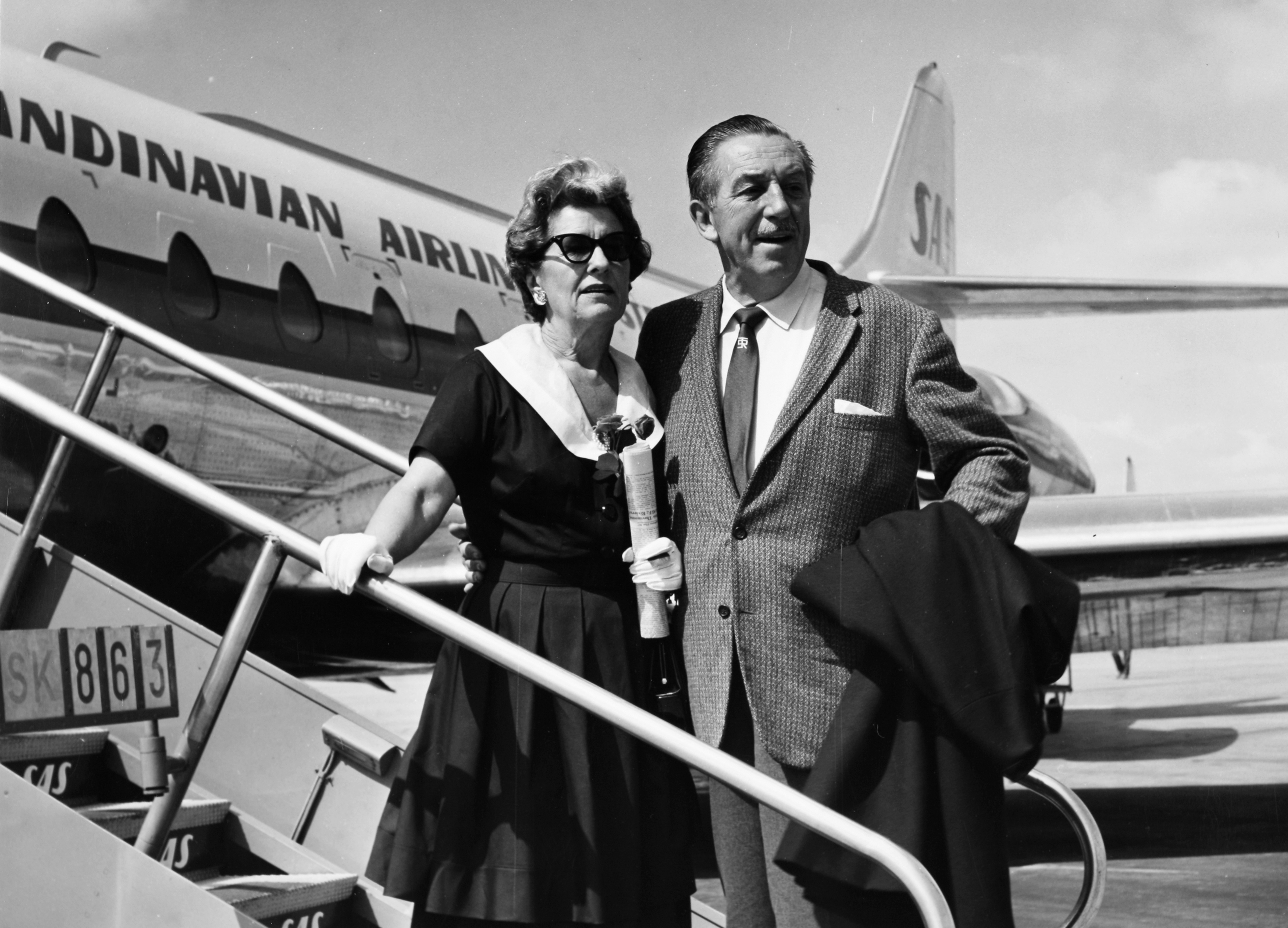
Walt Disney y su esposa en el aeropuerto de Copenhague-Kastrup, en un vuelo de SAS hacia Viena (1959).

Durante la primera mitad de la década de 1960, Disney elaboró planes para una estación de esquí en Mineral King, un valle glaciar en la Sierra Nevada de California. Contrató a expertos como el renombrado entrenador olímpico de esquí y diseñador de pistas Willy Schaeffler, pero el proyecto fue finalmente cancelado debido a protestas de organizaciones ecologistas. Con el aumento progresivo de los ingresos de Disneyland, Disney continuó buscando ubicaciones para nuevos parques de atracciones. Así, a finales de 1965 anunció sus planes para desarrollar un nuevo parque que se iba a llamar Disney World —actual Walt Disney World—, varios kilómetros al sur de Orlando (Florida). Disney World iba a incluir «El Reino Mágico», una versión más grande y elaborada de Disneyland, además de campos de golf y complejos hoteleros. El corazón de Disney World iba a ser el «Prototipo Experimental de Ciudad del Mañana» (EPCOT), que él describió como:

«Un prototipo experimental de comunidad del mañana que se inspirará en las nuevas ideas y tecnologías que ahora están surgiendo de los centros creativos de la industria estadounidense. Será una comunidad del mañana nunca completa, pero que siempre estará introduciendo y probando nuevos materiales y sistemas. Y EPCOT siempre será un escaparate para el mundo del ingenio y la imaginación de la empresa libre estadounidense».

Durante 1966 Disney tanteó a empresas dispuestas a patrocinar el EPCOT. También aumentó su participación en las películas del estudio y estuvo muy involucrado en el desarrollo de la historia de El libro de la selva, la película musical de imagen real The Happiest Millionaire (ambas de 1967) y el corto animado Winnie the Pooh en el bosque encantado.

## Fallecimiento

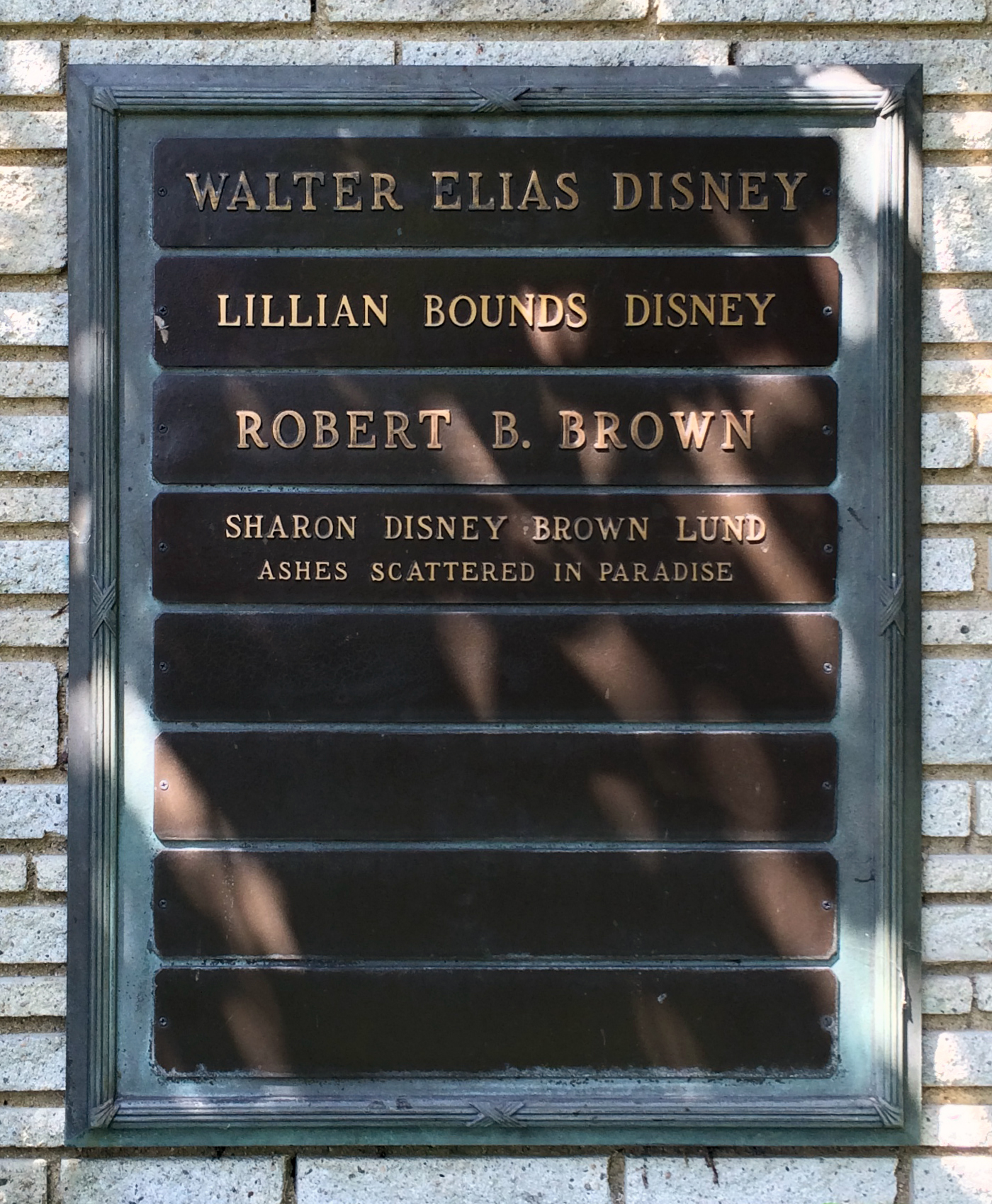
Tumba de Walt Disney en el cementerio Forest Lawn, Glendale (California)

Disney había sido un fumador empedernido desde la Primera Guerra Mundial. Fumaba cigarrillos sin filtro y también había fumado en pipa siendo joven. En noviembre de 1966 le fue diagnosticado cáncer de pulmón y le aplicaron terapia de cobalto. El 30 de noviembre, se sintió mal y fue ingresado en el Hospital Saint Joseph de Burbank, donde el 15 de diciembre, 10 días después de cumplir 65 años, falleció como consecuencia de una insuficiencia circulatoria provocada por el cáncer de pulmón. Su cuerpo fue incinerado dos días después y sus cenizas inhumadas en el cementerio Forest Lawn Memorial Park de Glendale (California).
Los estrenos en cine de El libro de la selva y The Happiest Millionaire en 1967 llevaron el número total de películas en las que Disney había participado hasta 81. Cuando se estrenó Winnie the Pooh en el bosque encantado en el año 1968 fue galardonada con un premio Óscar a mejor cortometraje animado que se otorgó a Disney a título póstumo. Después de la muerte de Disney sus estudios continuaron una prolífica producción de películas de imagen real y abandonaron en gran parte el cine de animación hasta finales de la década de 1980, momento tras el cual se produjo lo que The New York Times describió como el Renacimiento de Disney, que comenzó con el estreno de La Sirenita en 1989. The Walt Disney Company sigue produciendo entretenimiento de gran éxito y es el mayor conglomerado mediático del mundo.

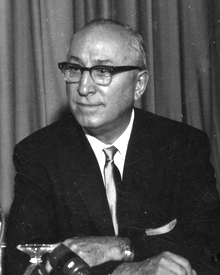
Roy O. Disney terminó la construcción de Walt Disney World.

Los planes de Disney para la futurista ciudad EPCOT no fructificaron. Tras su muerte, su hermano Roy aplazó su jubilación para tomar el control total de las compañías de Disney y cambió el enfoque de Disney World de una ciudad a una nueva atracción. En su inauguración en 1971, Roy dedicó Walt Disney World a su hermano. Este parque de atracciones se amplió en 1982 con la apertura de Epcot Center, que adoptó la forma de una Exposición Universal permanente. En 2009 abrió en el parque Presidio Real de San Francisco el Walt Disney Family Museum, diseñado por la hija de Disney, Diane y su hijo Walter E. D. Miller para exponer miles de artefactos de la vida y carrera de Disney. En el año 2014 los parques de atracciones de Disney repartidos por medio mundo recibieron alrededor de 134 millones de visitantes.
Walt Disney ha sido retratado numerosas veces en obras de ficción. H. G. Wells hace una referencia a Disney en su novela de 1938 The Holy Terror, en la que el dictador del mundo Rud teme que el Pato Donald tenga la intención de ridiculizarlo. Disney fue interpretado por Len Cariou en el telefilme de 1995 Dream Is a Wish Your Heart Makes: The Annette Funicello Story, y por Tom Hanks en la película de 2013 Saving Mr. Banks. En 2001 el escritor alemán Peter Stephan Jungk publicó la novela Der König von Amerika (titulada en español El americano perfecto), un trabajo de ficción sobre los últimos años de Disney que lo imagina como un racista hambriento de poder. El compositor Philip Glass después adaptó el libro en la ópera The Perfect American (2013).

## Honores

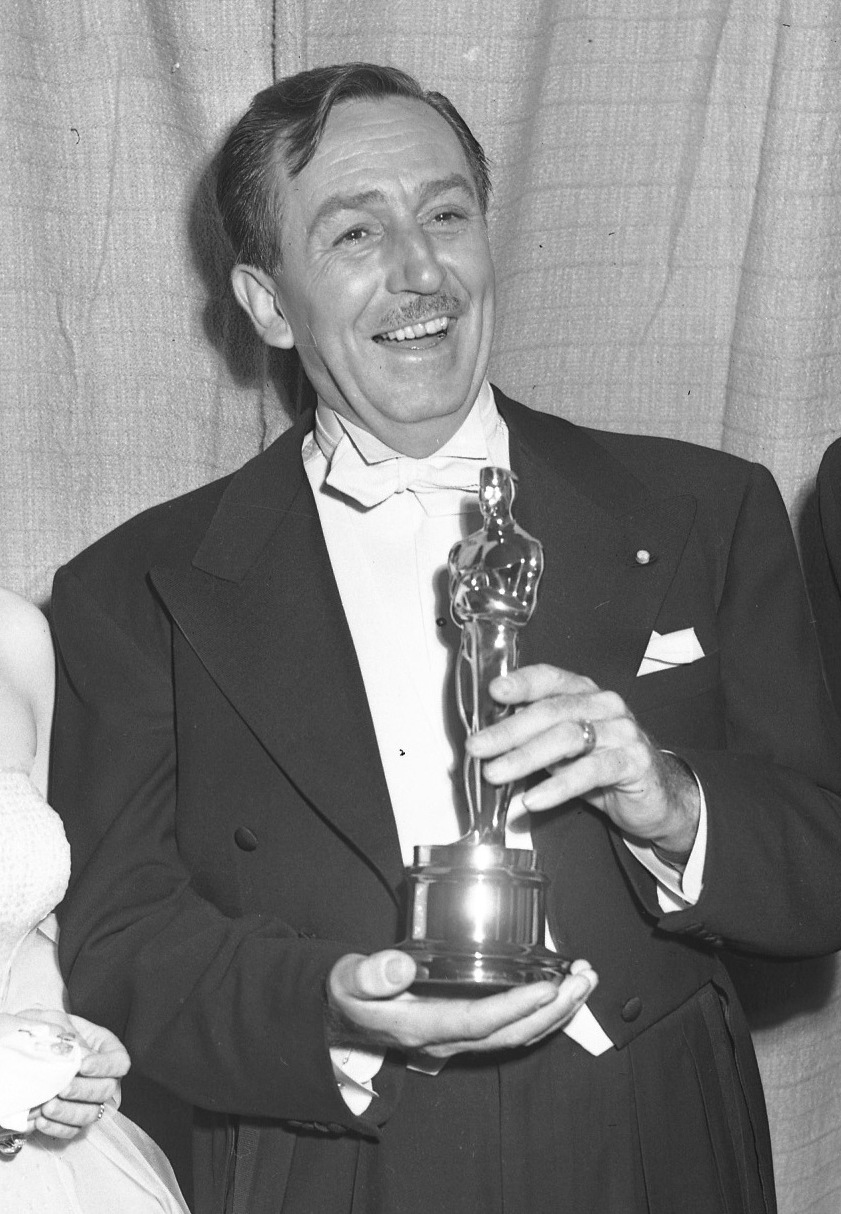
Walt Disney en 1953 con el Óscar al mejor cortometraje por Water Birds.

Walt Disney recibió cincuenta y nueve nominaciones a los Premios Óscar y ganó veintidós estatuillas; ambos totales son récord en la historia del cine. Fue nominado a tres premios Globo de Oro pero, aunque no ganó ninguno, le entregaron dos premios por logros especiales, uno por Bambi (1942) y el otro por El desierto viviente (1953), además del Premio Cecil B. DeMille. También resultó nominado cuatro veces a los Premios Emmy, de los que ganó uno al Mejor Productor por la serie de televisión Disneyland. Varias de sus películas están incluidas en el Registro Nacional de Cine que elabora la Biblioteca del Congreso de los Estados Unidos porque son «cultural, histórica y estéticamente significativas»: Steamboat Willie, Los tres cerditos, Blancanieves, Fantasía, Pinocho, Bambi, Dumbo y Mary Poppins. En 1998 el American Film Institute publicó una lista de las 100 películas estadounidenses más importantes, según expertos de la industria, y en ella se incluyeron Blancanieves (puesto 49) y Fantasía (puesto 58).
En febrero de 1960, Disney fue incluido en el paseo de la fama de Hollywood con dos estrellas, una por sus películas y otra por sus producciones para televisión. Mickey Mouse ya había recibido su estrella en 1978 en reconocimiento a sus películas. Asimismo, Disney engrosó el salón de la Fama de la Televisión en 1986, el Salón de la Fama de California en 2006 y se le concedió la estrella inaugural del paseo de las Estrellas de Anaheim en 2014.
El Walt Disney Family Museum recuerda que «junto a los miembros de su equipo, recibió más de 950 honores y menciones por todo el mundo». Entre ellas, fue nombrado Caballero de la prestigiosa Legión de Honor francesa en 1935 y en 1952 le entregaron la más importante condecoración artística de este país, el Officer d'Academie. Otros premios nacionales fueron la Orden de la Corona de Tailandia (1960), la Orden del Mérito de la República Federal de Alemania (1956), la Orden de la Cruz del Sur de Brasil (1941) y la Orden Mexicana del Águila Azteca (1943). En su país natal le otorgaron la Medalla Presidencial de la Libertad en 1964 y la Medalla de Oro del Congreso de los Estados Unidos en 1968 a título póstumo. Recibió el Premio al Showman del Mundo de la Asociación Nacional de Propietarios de Cines y en 1955 la Medalla Audubon, el más distinguido honor de la Sociedad Nacional Audubon, por promover «el aprecio y entendimiento de la naturaleza» a través de sus películas True-Life Adventures. Un planeta menor descubierto en 1980 por la astrónoma soviética Liudmila Karachkina fue nombrado «4017 Disneya». A todo esto se suma que prestigiosas universidades como Yale, Harvard, la Universidad del Sur de California y la Universidad de California en Los Ángeles le premiaron con grados honorarios.

## Personalidad y reputación

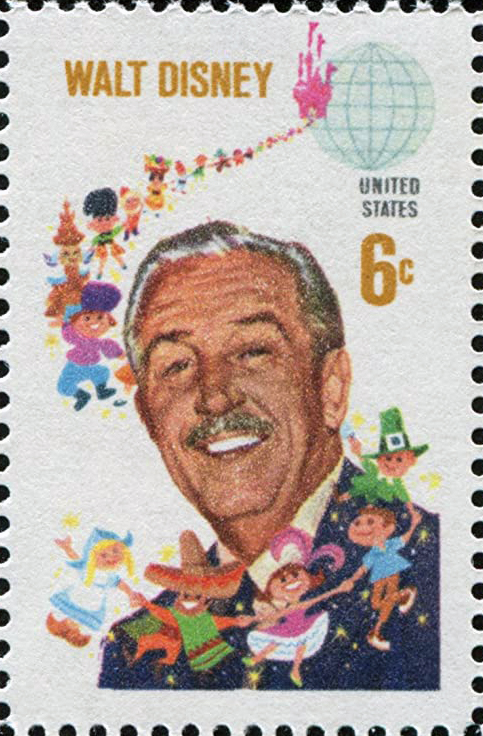
Sello postal de los Estados Unidos de 1968 dedicado a Walt Disney dos años después de su muerte.

El personaje público de Disney era muy distinto de su verdadera personalidad. El dramaturgo Robert E. Sherwood lo describió como «casi dolorosamente tímido y autocrítico». Según su biógrafo Richard Schickel, Disney ocultaba su timidez y personalidad insegura detrás de su identidad pública. El animador Ward Kimball argumentó que «desempeñó un papel de magnate tímido que se avergonzaba en público» y sabía que lo estaba haciendo. Disney reconoció que mostraba esa fachada y dijo a un amigo que «Yo no soy Walt Disney. Hago muchas cosas que Walt Disney no haría. Walt Disney no fuma. Yo fumo. Walt Disney no bebe. Yo bebo». El crítico Otis Ferguson, en The New Republic, llamó al Disney privado: «común y cotidiano, no inaccesible, no hablaba otro idioma, no reprimido o vendido o lo que sea. Solo Disney». Muchos de los que trabajaron con él coincidieron en que daba pocos estímulos a sus trabajadores teniendo en cuenta lo mucho que exigía de todos, les prohibía dejarse bigote o barba, no les aumentaba el salario o incluso los nombres de algunos de ellos eran obviados en los créditos finales por decisión expresa de Disney lo que provocó una huelga en 1941. El también animador Floyd Norman recuerda que cuando Disney decía «Eso funcionará», era un gran elogio porque en lugar de dar una aprobación directa, Disney otorgaba beneficios financieros a sus colaboradores cercanos, o recomendaba ciertas personas, esperando que así se evidenciara su elogio.
Las opiniones sobre Disney y sus películas han variado con el paso de las décadas y ha habido opiniones polarizadas. Mark Langer escribe en el American Dictionary of National Biography que «las primeras evaluaciones sobre Disney lo enaltecieron como un patriota, un artista del pueblo, un popularizador de la cultura. Más recientemente, se ha hablado de Disney como paradigma del imperialismo y la intolerancia estadounidenses, así como un devastador de cultura». Steven Watts dejó escrito que algunos denunciaban a Disney como «un cínico manipulador de fórmulas culturales y comerciales». Aunque las películas de su estudio han sido muy alabadas por crítica y público, además de enormemente populares durante mucho tiempo, también han sido criticadas con adjetivos como vulgares o mal escritas, también superficiales en comparación con sus fuentes literarias.
Asimismo, ha sido acusado de antisemitismo, aunque ninguno de sus empleados —ni siquiera Art Babbitt, quien lo despreciaba— mencionó alguna vez que insultara o se burlara del judaísmo. Neal Gabler, primer escritor que tuvo acceso sin restricciones a los archivos de Disney, concluye que no hay evidencias que apoyen las acusaciones de antisemitismo. Disney también ha sido acusado de otras formas de racismo por el contenido racialmente insensible de sus películas anteriores a 1950, caso de Canción del sur (1946) y sus estereotipos sobre los negros. Una vez más, Gabler lo desmiente: «Walt Disney no era racista. Nunca dijo, ni en público ni en privado, nada despectivo sobre los negros. Sin embargo, como muchos estadounidenses de su generación, era racialmente insensible». Floyd Norman, primer animador negro de su estudio, afirma que «Ni una sola vez observé un indicio del comportamiento racista del que a menudo se acusó a Walt Disney después de su muerte».
El historiador Steven Watts argumenta que muchos de los filmes de Disney posteriores a la Segunda Guerra Mundial «legislaron como una especie de Plan Marshall cultural. Alimentaron un genial imperialismo cultural que mágicamente invadió el resto del mundo con los valores, expectativas y bienes de una próspera clase media de Estados Unidos». Ariel Dorfman y Armand Mattelart publicaron en 1971 el libro Para leer al Pato Donald, en el que sostienen que «hay valores imperialistas ocultos tras la fachada inocente del mundo de Disney». El sociólogo John Tomlinson no comparte ese argumento porque opina que sus autores «simplemente asumen que leyendo cómics estadounidenses, viendo publicidad o películas del estilo de vida yanqui, estas tienen un efecto pedagógico directo». Asimismo, varios historiadores han descrito a la animación de los largometrajes aprobados por Walt Disney (estrenados entre 1937 y 1971) como una especie de "galería de arte", cuyas cintas van desde el realismo pictórico hasta incluir tendencias del vanguardismo.
Hay quienes han visto a Disney como un icono cultural. El profesor Ralph S. Izard dijo tras la muerte de Disney que los valores de sus películas son los «considerados valiosos en la sociedad cristiana estadounidense», e incluyen «individualismo, decencia, amor por el prójimo, juego limpio y tolerancia». En el obituario que el periódico británico The Times le dedicó se dice que sus películas son «sanas, cálidas y entretenidas… de un arte incomparable y una belleza conmovedora». El periodista Bosley Crowther sostiene que «los logros de Disney como creador de entretenimiento para un público casi ilimitado y como eficaz vendedor de sus productos pueden ser comparados con los de los industriales más exitosos de la Historia». Neal Gabler considera que Disney «remodeló la cultura y la conciencia estadounidense». El periodista Carlos Aguilar —autor del documental biográfico Hola, Walt Disney— mencionó que él era «la típica personificación de la seriedad en el trabajo. Lejos de los camelos, lejos de las miras puramente comerciales, pensando en un público que no solo aspira a ser sino que es cada día más inteligente». Mark Langer concluye en el American National Biography:

Disney sigue siendo la figura central en la historia de la animación. A través de innovaciones tecnológicas y alianzas con gobiernos y corporaciones, transformó un estudio menor de una forma marginal de comunicación en un gigante multinacional de la industria del ocio. A pesar de sus críticos, su visión de una utopía moderna y empresarial como extensión de los valores tradicionales de los Estados Unidos posiblemente haya ganado mayor popularidad en los años posteriores a su muerte.